# Kulu (Konya)
Kulu és una ciutat i districte de la província de Konya a la regió de l'Anatòlia Central de Turquia. Segons les dades del cens de 2011, té 55,573 habitants dels quals 22,844 viuen a la ciutat de Kulu. Kulu és un Semidesert amb estius calents i secs i hiverns freds.